# Marlon Hairston
Marlon Hairston est un joueur de américain soccer né le 23 mars 1994 à Jackson dans le Mississippi. Il joue au poste d'arrière droit.
Il est le cousin du basketteur LaMarcus Aldridge.

## Biographie
Après deux saisons en NCAA avec les Cardinals de Louisville, Marlon Hairston anticipe son passage en pro et signe un contrat Génération Adidas avec la MLS. Il est repêché en 12e position par les Rapids du Colorado lors de la MLS SuperDraft 2014. Il joue vingt-deux rencontres et inscrit un but lors de sa première saison en MLS. La saison suivante, il est prêté en USL à l'Independence de Charlotte. À compter de la saison 2016, Hairston joue un rôle prépondérant pour les Rapids, jouant tant au poste de latéral droit que d'ailier droit.
Dans un échange entre les Rapids et le Dynamo de Houston le 11 janvier 2019, il rejoint la franchise texane contre un montant d'allocation monétaire de 175 000 dollars. Au cours de la saison 2019, il peine à s'imposer comme titulaire et évolue le plus souvent au poste d'ailier droit, en entrant en jeu en cours de rencontre.
En manque de temps de jeu, il est échangé au Minnesota United FC avec une somme d'allocation monétaire contre Darwin Quintero et un choix de troisième ronde au prochain repêchage universitaire le 13 novembre 2019. Après treize rencontres en 2020, l'option dans son contrat n'est pas retenue et il se trouve alors agent libre. Il retrouve une équipe le 3 mars 2021 quand il rejoint le Crew de Columbus, champion en titre.